# Beemster
Beemster  est une commune du nord-ouest des Pays-Bas, en province de Hollande-Septentrionale. Elle est membre de la communauté de communes Stadsregio Amsterdam regroupant les communes autour de d'Amsterdam.
Le polder de Beemster fut créé en 1612 après trois ans de travaux, à partir du lac de Beemster dont l'eau fut pompée par une série de quinze moulins à vent construits à cet effet. Les travaux de gros œuvre furent effectués à la pelle et à la pioche. Les pieux des fondations pour les écluses et les moulins à vent étaient enfoncés à l'aide de dispositifs manuels utilisant 30 à 40 personnes.
Il a été le premier polder au monde de ce type. À l'origine, des fermiers occupèrent l'endroit pour pourvoir en vivres les expéditions maritimes de la Compagnie néerlandaise des Indes orientales. Actuellement, la population est concentrée dans quatre villages : Middenbeemster, Noordbeemster, Westbeemster, et Zuidoostbeemster.
De par son intérêt historique et la structure originale de l'endroit toujours largement intact, le polder de Beemster a été inscrit sur la liste du patrimoine mondial de l'UNESCO.

## Personnalités liées à la commune
- Million Manhoef (2002-), footballeur né à Beemster.

## Galerie

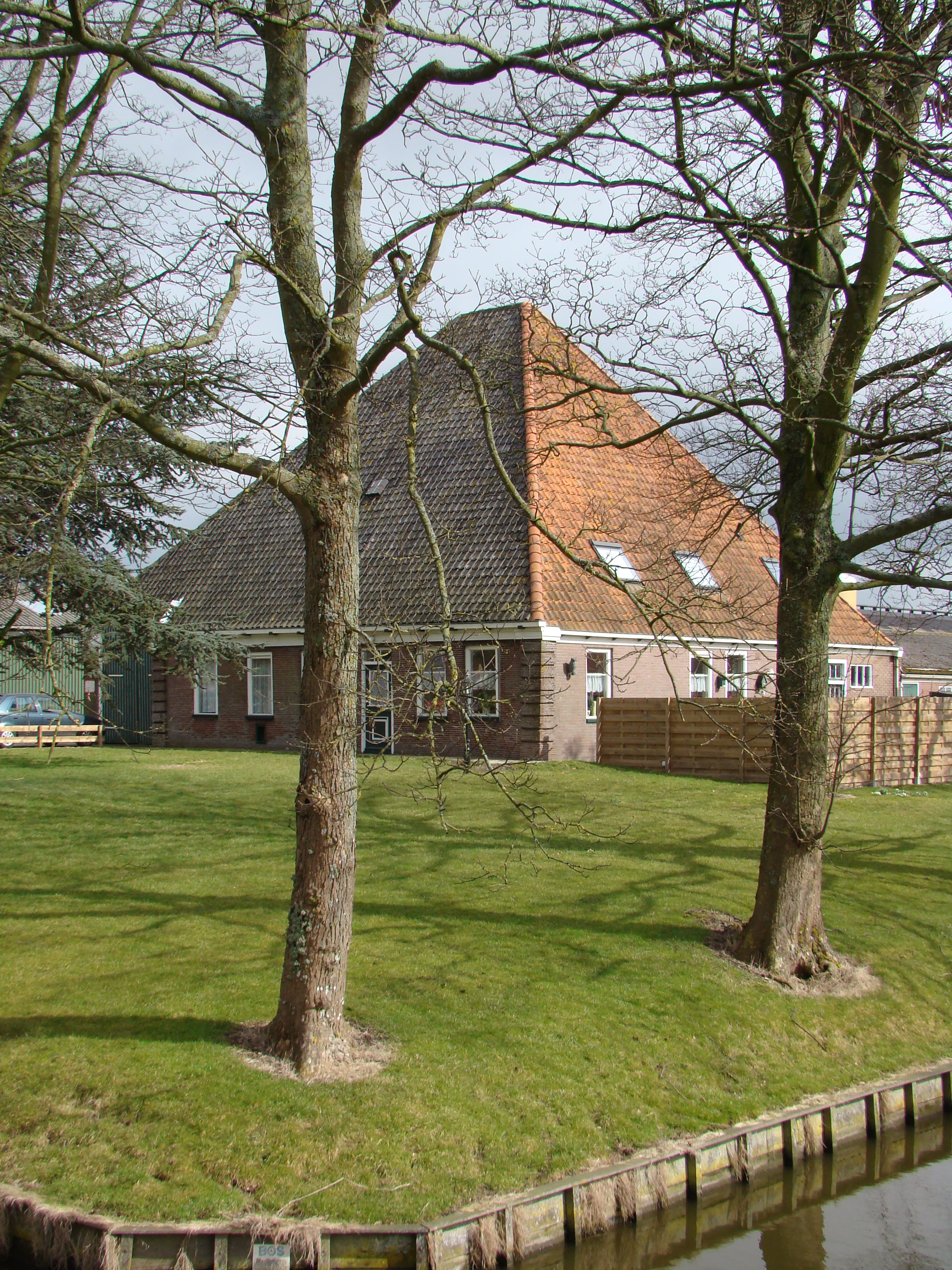
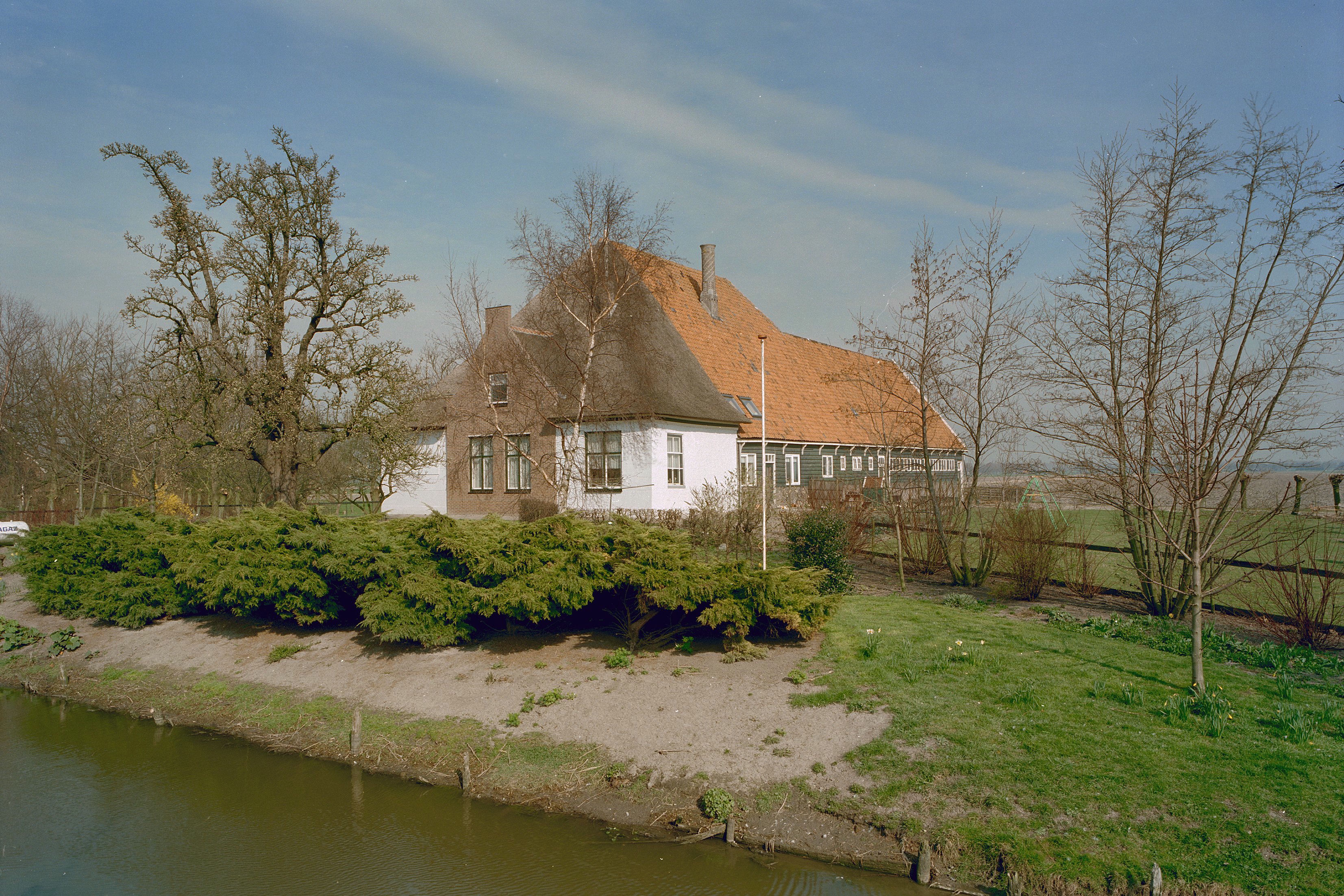
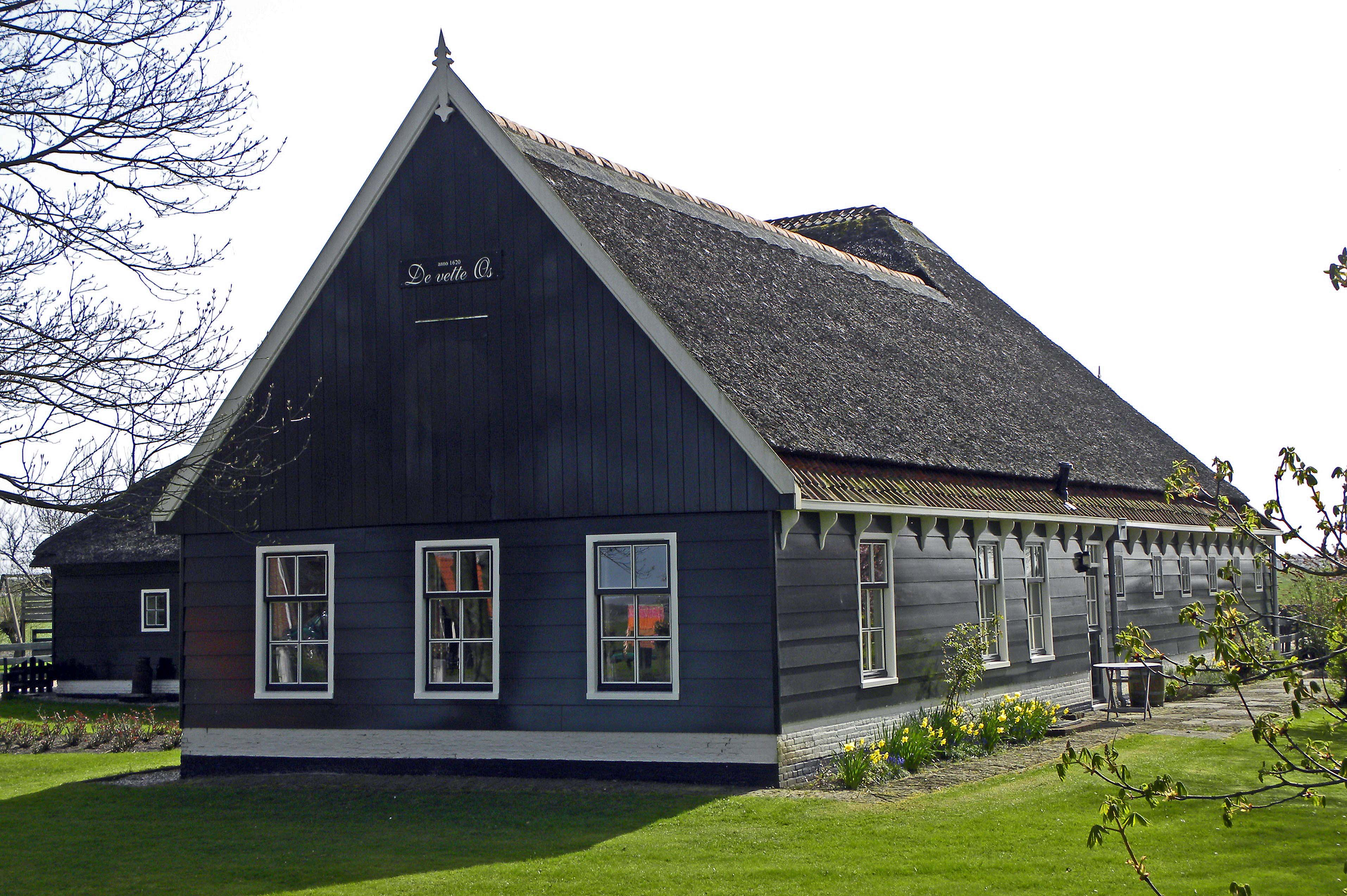
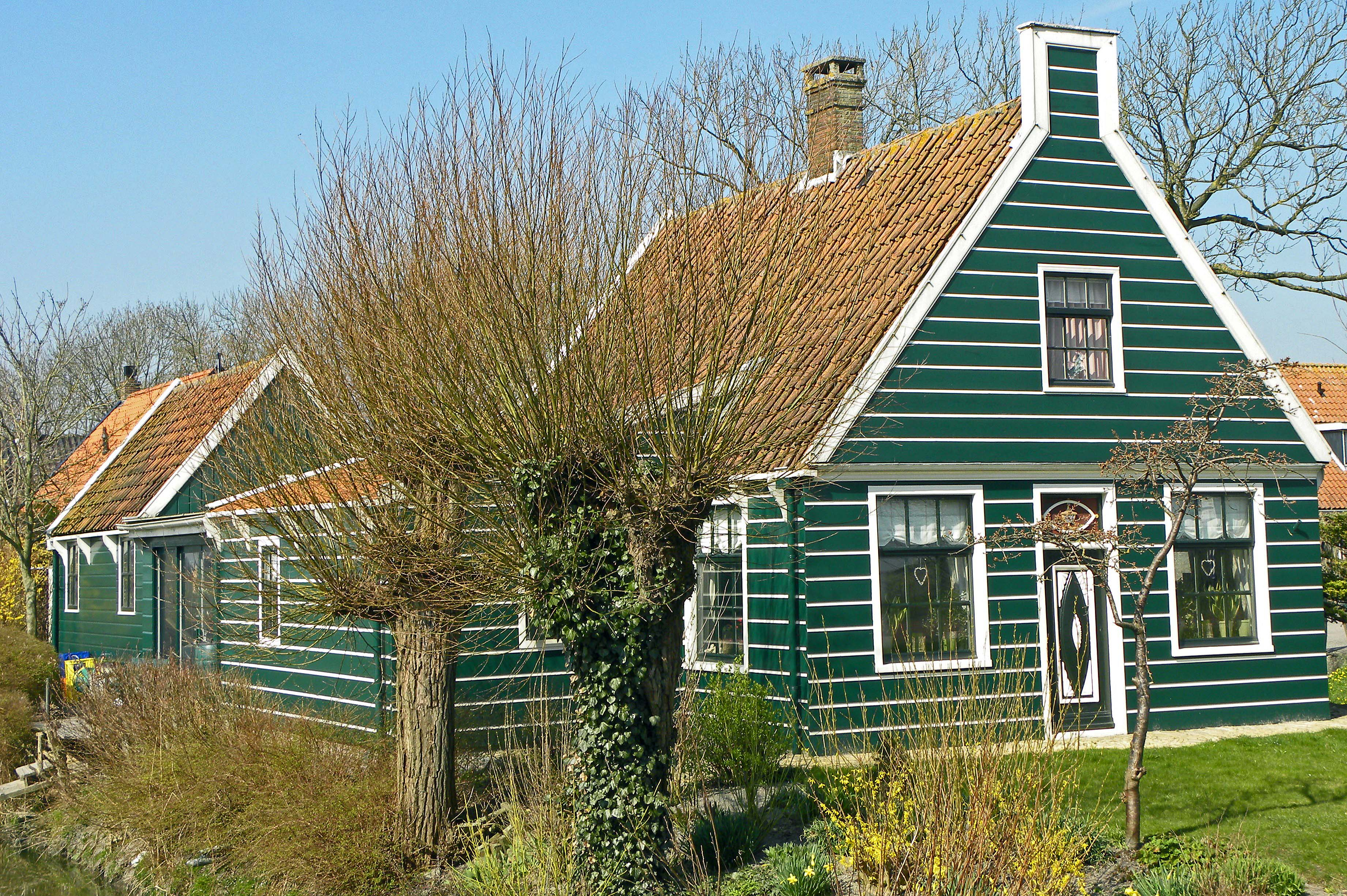
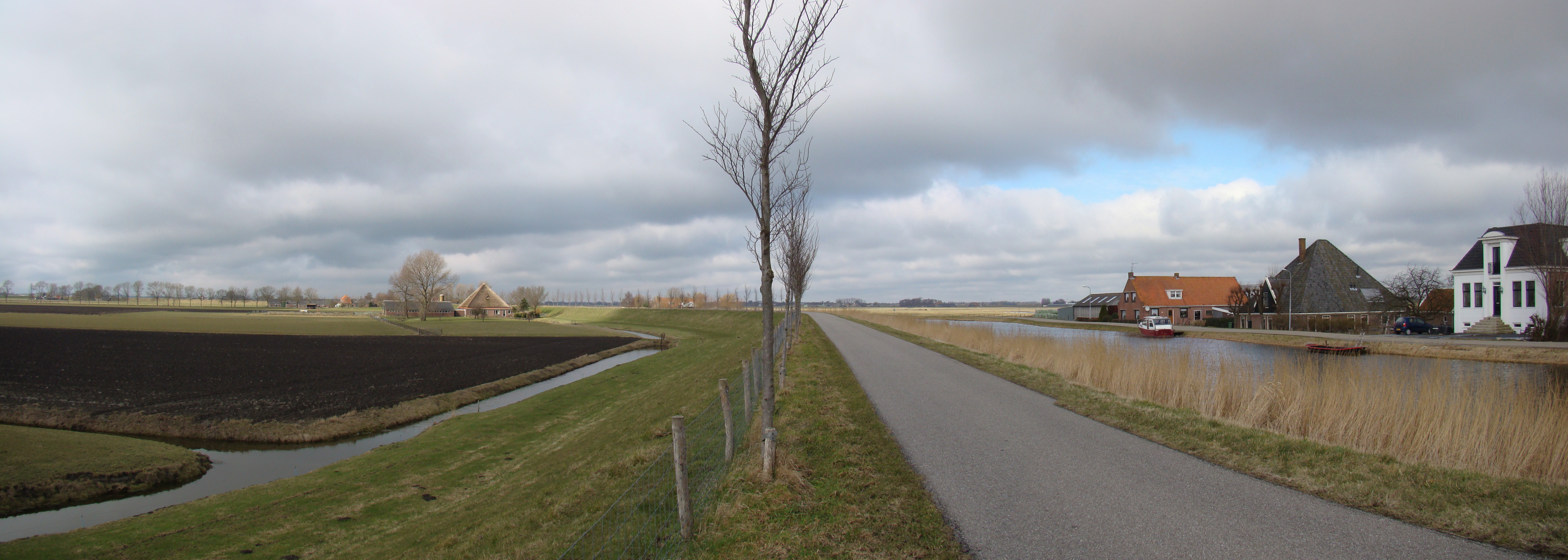

## Politique et administration

### Liste des bourgmestres successifs
| Portrait                                                            | Identité                                                | Période          | Période                                     | Durée                     | Étiquette                                        |
| Portrait                                                            | Identité                                                | Début            | Fin                                         | Durée                     | Étiquette                                        |
| ------------------------------------------------------------------- | ------------------------------------------------------- | ---------------- | ------------------------------------------- | ------------------------- | ------------------------------------------------ |
| Pas de portrait sous licence libre disponible pour Johannes Pesman. | Johannes Pesman (d) (15 août 1903 - 11 février 1978)    | 1948             | 1961                                        | 13 ans                    | Parti populaire pour la liberté et la démocratie |
| Pas de portrait sous licence libre disponible pour Floris Kloeke.   | Floris Kloeke (d) (29 avril 1914 - 3 août 2005)         | 1er octobre 1961 | 1er mai 1979                                | 17 ans et 7 mois          | Parti populaire pour la liberté et la démocratie |
| Pas de portrait sous licence libre disponible pour Wim Cattel.      | Wim Cattel (d) (né en 1941)                             | 1er juin 1979    | 1998                                        | 19 ans                    | Parti populaire pour la liberté et la démocratie |
| Pas de portrait sous licence libre disponible pour Erik Postma.     | Erik Postma (en) (15 décembre 1953 - 25 septembre 2002) | 1998             | 25 septembre 2002 (mort en cours de mandat) | 4 ans                     | Démocrates 66                                    |
| Harry Brinkman                                                      | Harry Brinkman (d) (né le 2 septembre 1950)             | 7 avril 2003     | 7 avril 2015                                | 12 ans                    | Appel chrétien-démocrate                         |
| Pas de portrait sous licence libre disponible pour Joyce van Beek.  | Joyce van Beek (d) (née le 1er avril 1969)              | 7 avril 2015     | En cours                                    | 9 ans, 11 mois et 7 jours | Appel chrétien-démocrate                         |